# Psephellus simplicicaulis
Psephellus simplicicaulis là một loài thực vật có hoa trong họ Cúc. Loài này được (Boiss. & A.Huet) Wagenitz mô tả khoa học đầu tiên năm 2000.